# Galerie nationale de Slovénie
La galerie nationale de Slovénie, en slovène : Narodna galerija, est un musée d'art situé à Ljubljana en Slovénie. Il présente des œuvres du Moyen Âge au début du XXe siècle.
Le musée a été créé en 1918 et a d'abord été installé dans le palais Kresija (en), situé au bord de la Ljubljanica, sur la rive droite, au niveau du Triple Pont (Tromostovje). Il s'est déplacé dans le bâtiment actuel en 1933. En 1948 est créée la Galerie moderne qui eut pour objet de conserver et d'exposer les œuvres produites, approximativement, depuis la fin de la Première Guerre mondiale.

## Bâtiment du musée
L'édifice a été construit en 1896 par l'architecte tchèque František Škabrout et fut d'abord utilisé comme un centre culturel. Une extension a été bâtie au nord en 1993. Une galerie en verre a été ajoutée en 2001 pour relier les bâtiments. Le bâtiment a fait l'objet d'une rénovation complète en 2013-2016.

## Collections
Les collections comportent principalement des peintures, des sculptures et des gravures d'artistes slovènes ou liés à la Slovénie, mais également des œuvres d'autres pays européens. L'original de la Fontaine Robba y est exposé.

### Moyen Âge
- Sculptures en pierre ou en bois.

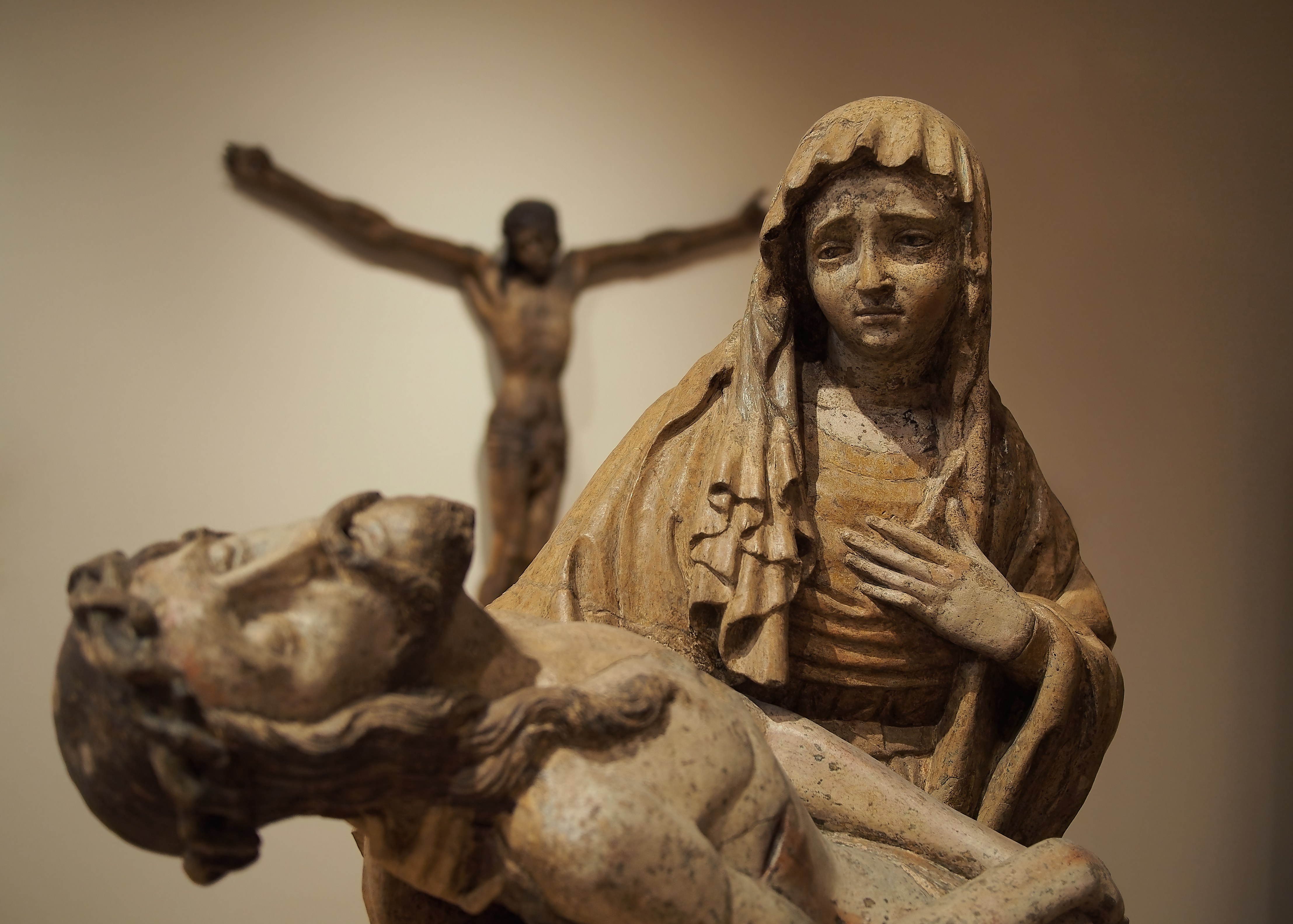
Pietà,.

  - Crucifié en bois provenant des environs de Cerknica. Première moitié du XIIIe siècle. Œuvre la plus ancienne du musée.
  - Sculptures en bois de l'atelier de Škofja Loka. Deuxième moitié du XVe siècle.
  - Relief de la Madonne de Krakovo (v. 1265-1270) en pierre calcaire, vestige de l'église gothique aujourd'hui détruite de l'ancien monastère de Križanke[1].
- Fresques et fragments de fresques.

### Peinture

#### Du XVIIeau début du XIXesiècles
À la fin du XVIIe siècle et au XVIIIe siècle, l'art et l'architecture des pays slovènes sont sous l'influence de l'Italie. Cette période baroque, où les compositions religieuses dominent, est marquée au musée par des œuvres de Valentin Metzinger (en) (1699-1759), Franc Jelovšek (sl) (1700-1764), avec la Sainte Famille, Fortunat Bergant (sl) (1721-1769) et Anton Cebej (en) (1722-1774). Au tournant du XIXe siècle, on rencontre, Franz Caucig ou Franc Kavčič (1762-1828), auteur de compositions historiques et mythologiques de style classique, et les portraitistes Matevž Langus (sl) (1792-1855), Giuseppe Tominz ou Jožef Tominc (1790-1866) et Michael Stroy ou Mihael Stroj (it) (1803-1871).

#### Période romantique
La peinture romantique est représentée par Marko Pernhart (1824-1871), peintre paysagiste d'origine carinthienne, et Anton Karinger (1829-1870), peintre paysagiste né à Ljubljana.

#### Réalisme
Après 1870, le réveil de la conscience nationale développe l'intérêt pour la vie des habitants et notamment la vie paysanne. Les principaux représentants de cette tendance réaliste sont les frères Janez (de) (1850-1889) et Jurij (de) (1855-1890) Šubic, Jožef Petkovšek (en) (1861-1898), Ferdo Vesel (1861-1946), Ivana Kobilca (1862-1926) et, dans sa première période, Peter Žmitek (sl) (1874-1935).

#### Impressionnisme
Les quatre artistes les plus représentatifs du courant impressionniste en Slovénie sont très largement représentés dans les collections du musée : Ivan Grohar (1867-1911), Rihard Jakopič (1869-1943), Matej Sternen (1870-1949) et Matija Jama (1872-1947).

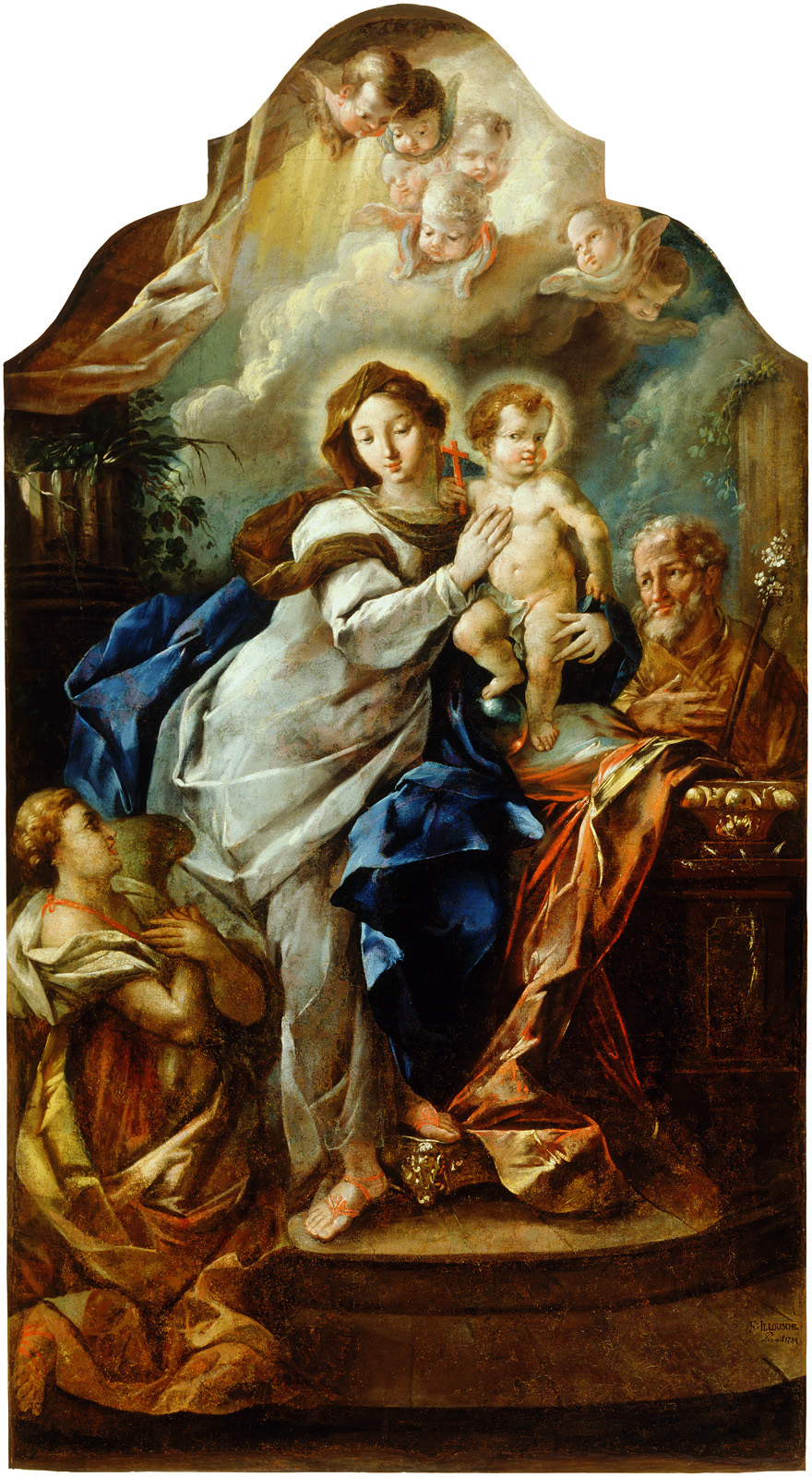
Franc Jelovšek, La Sainte Famille (1734).
Fortunat Bergant, Prestar (1761).
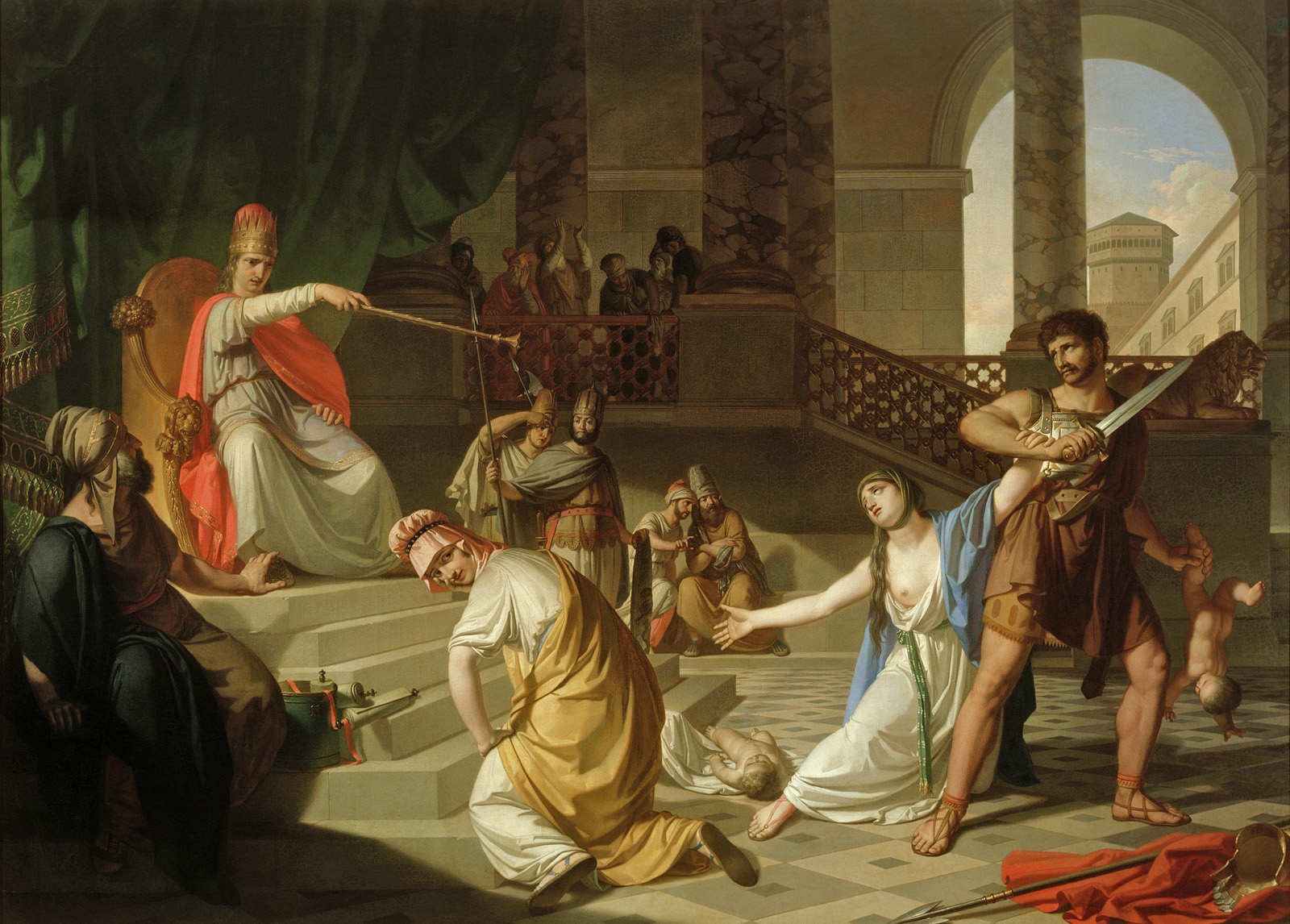
Franz Caucig, Le Jugement de Salomon.
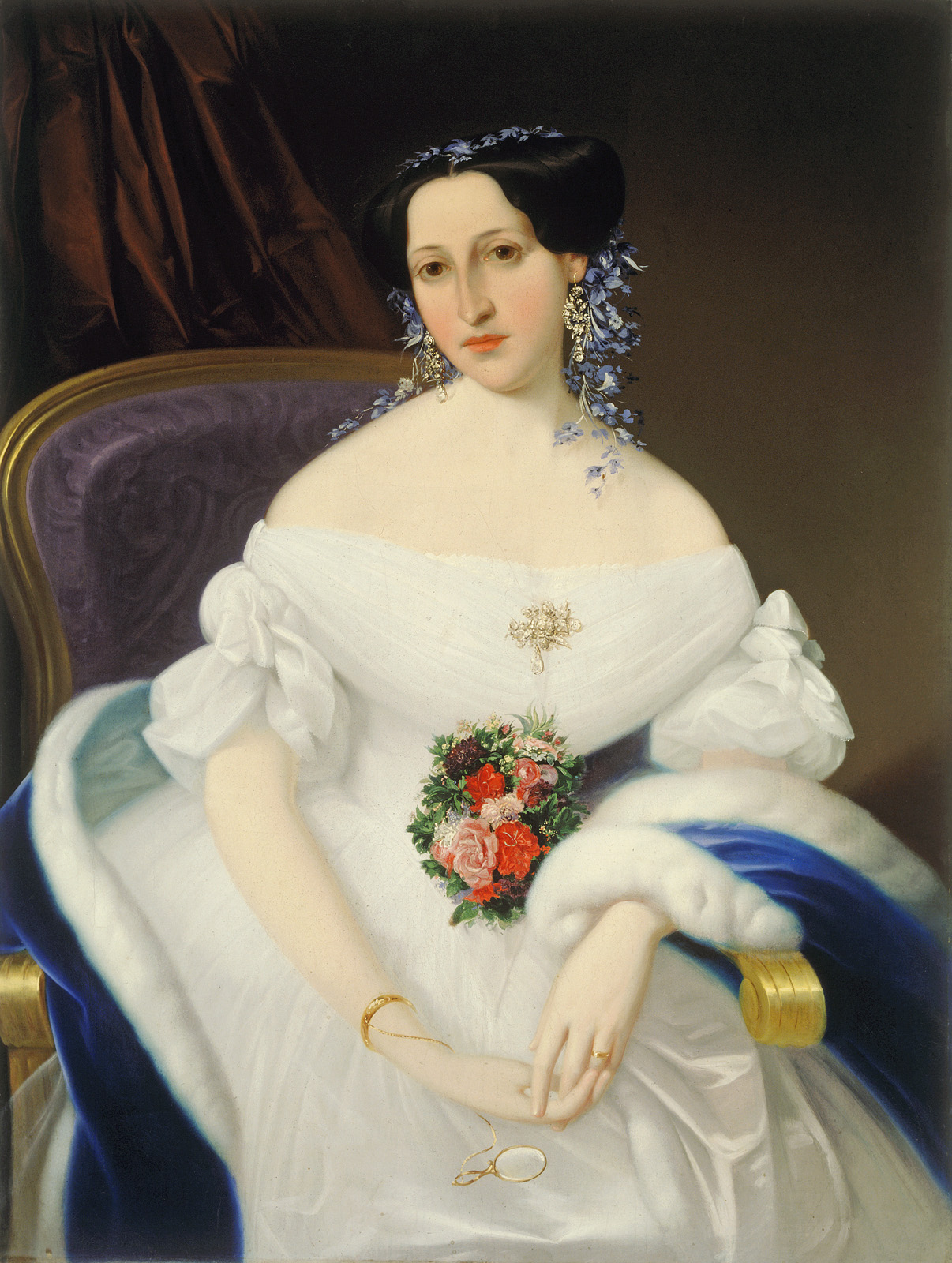
Mihael Stroj, Portrait de Luiza Pesjak (vers 1855).
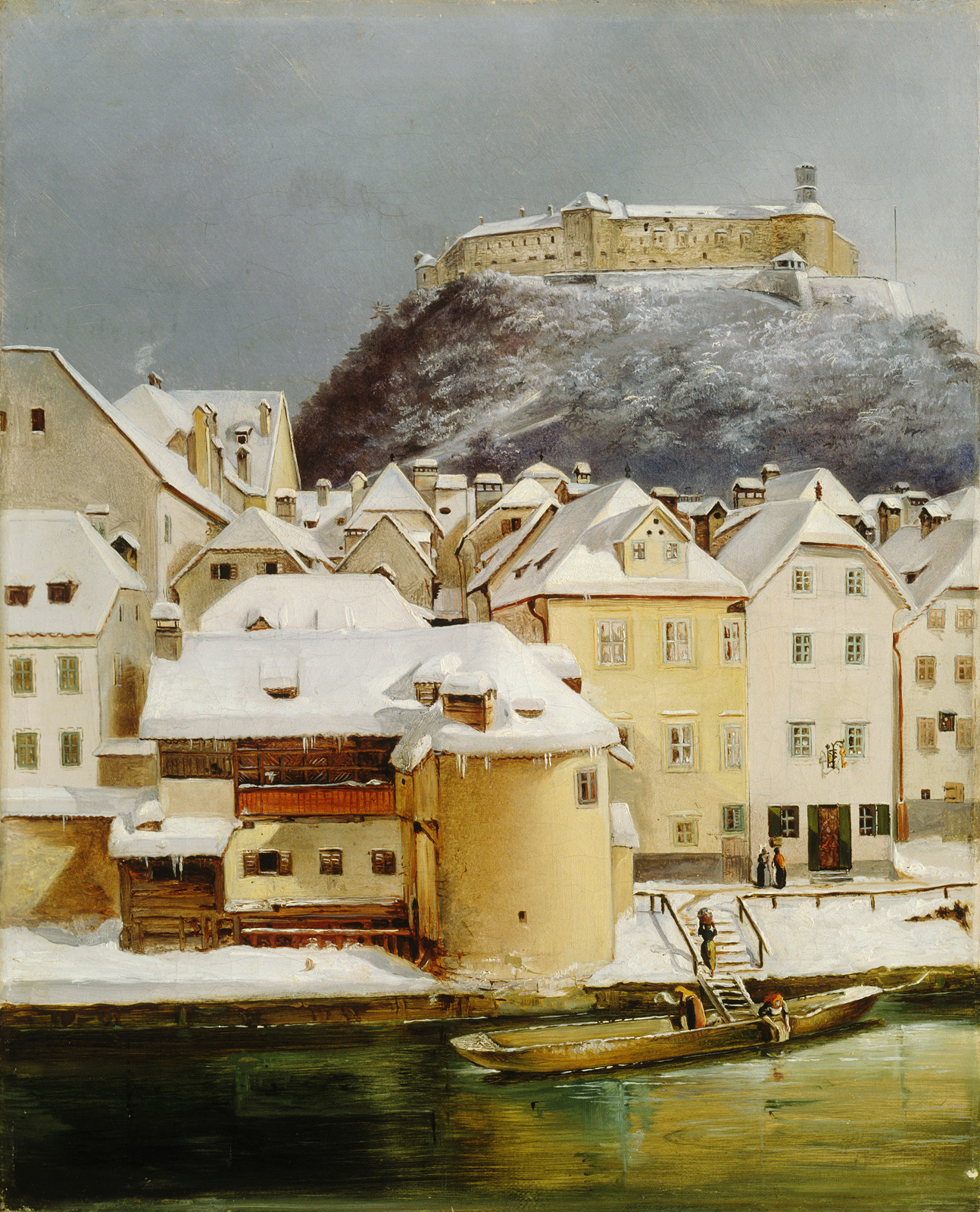
Pavel Künl, Vue de Ljubljana (1847).
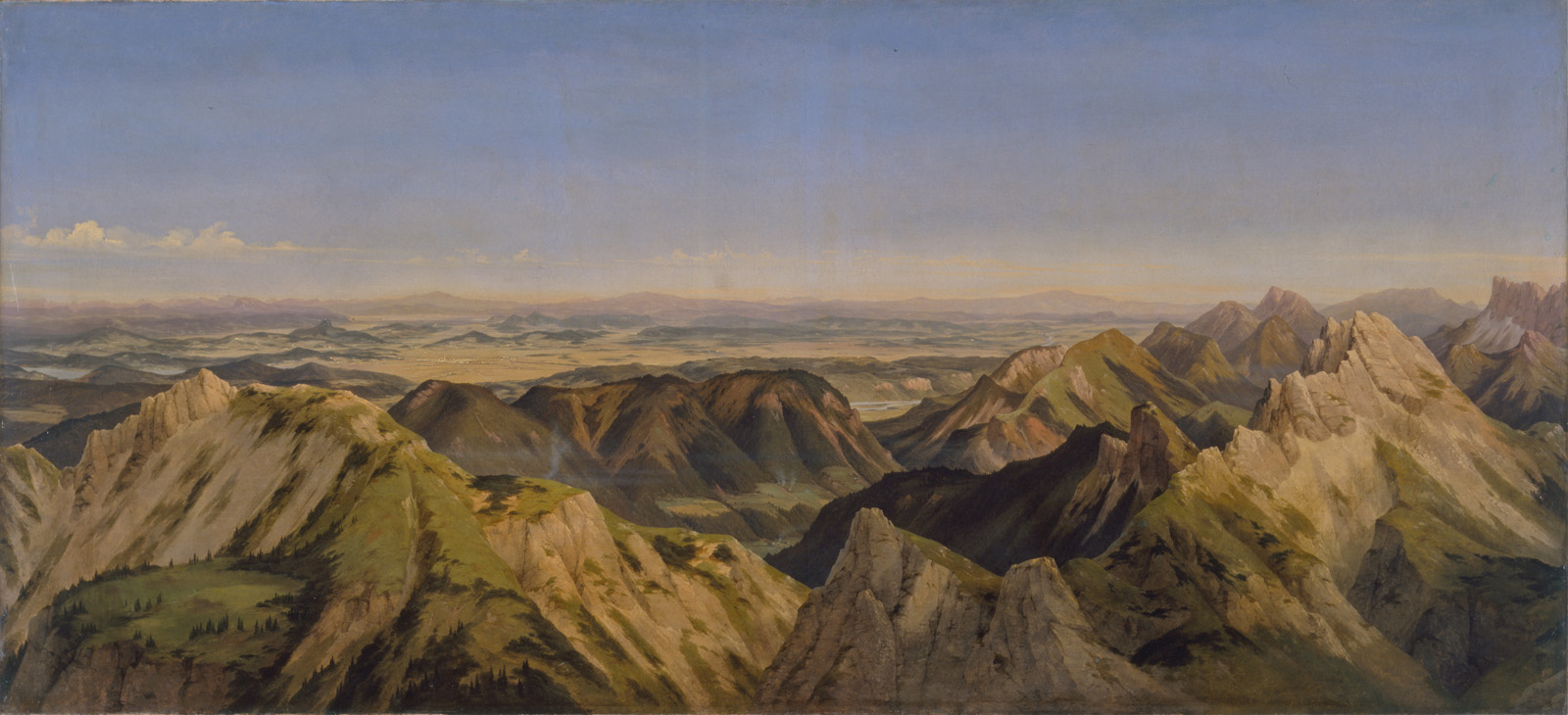
Marko Pernhart, Panorama du Stol, dans les Alpes juliennes.
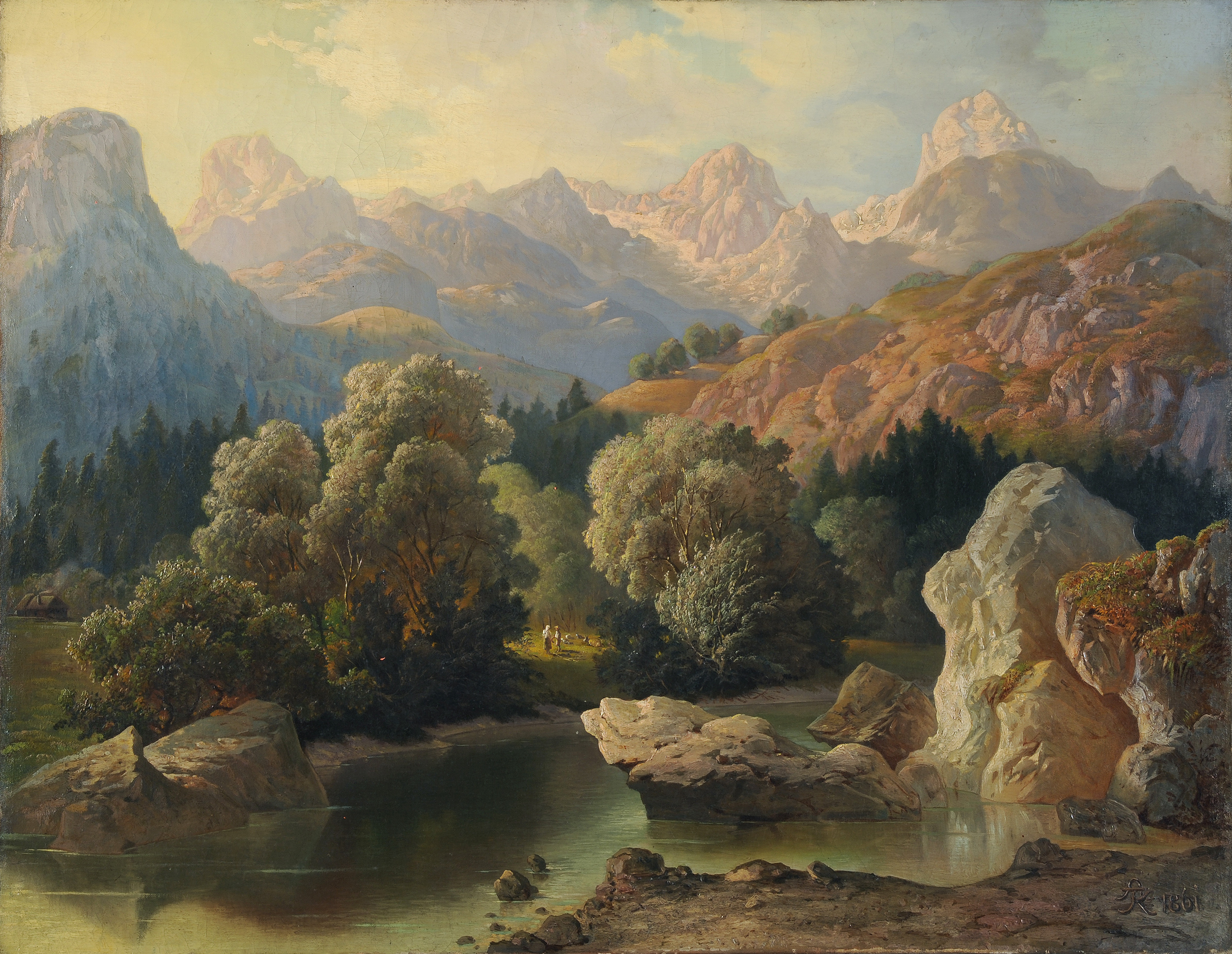
Anton Karinger, Le Triglav, vu de Bohinj (1861).
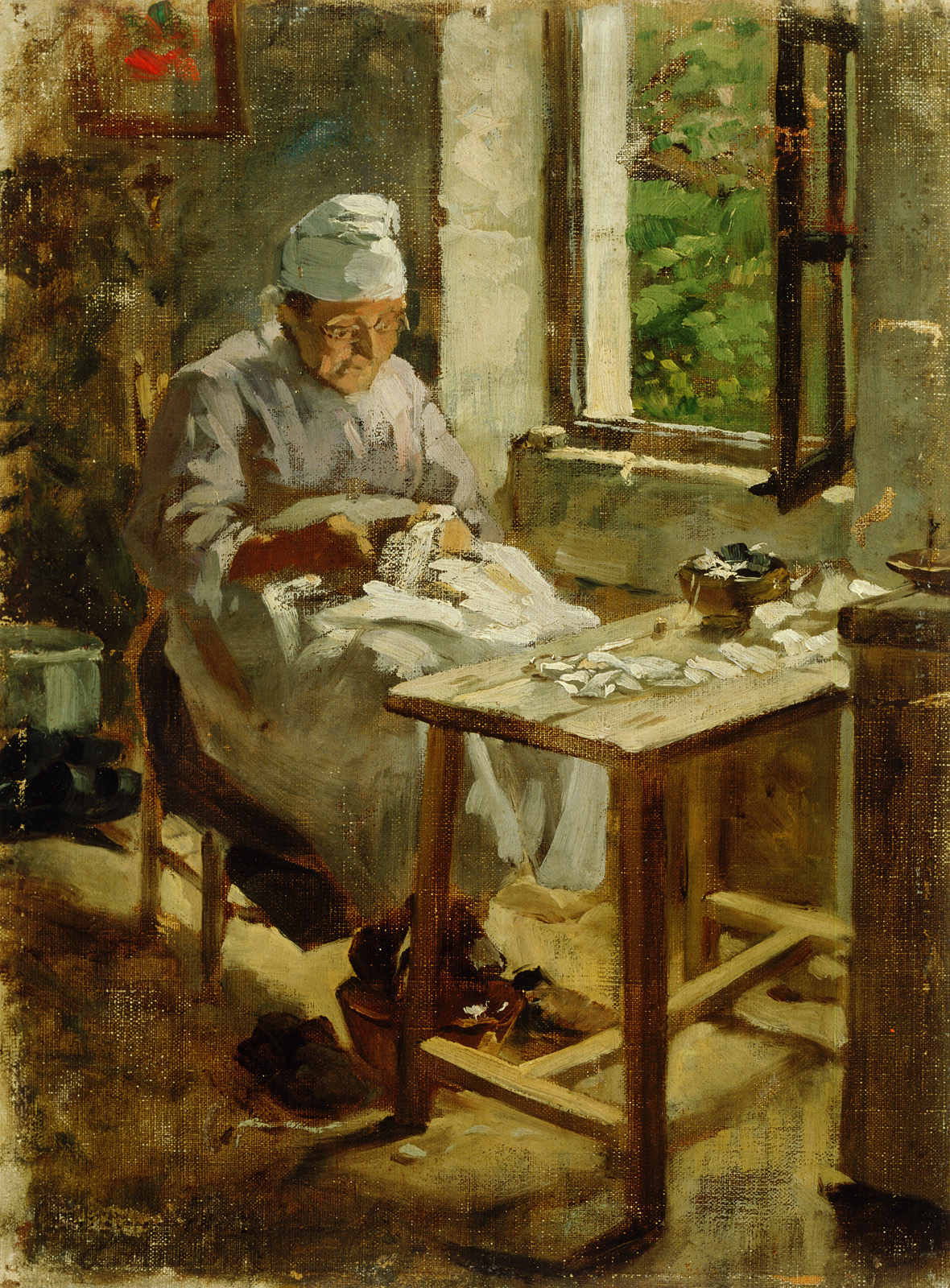
Jurij Šubic, Vieille femme qui coud (1882).
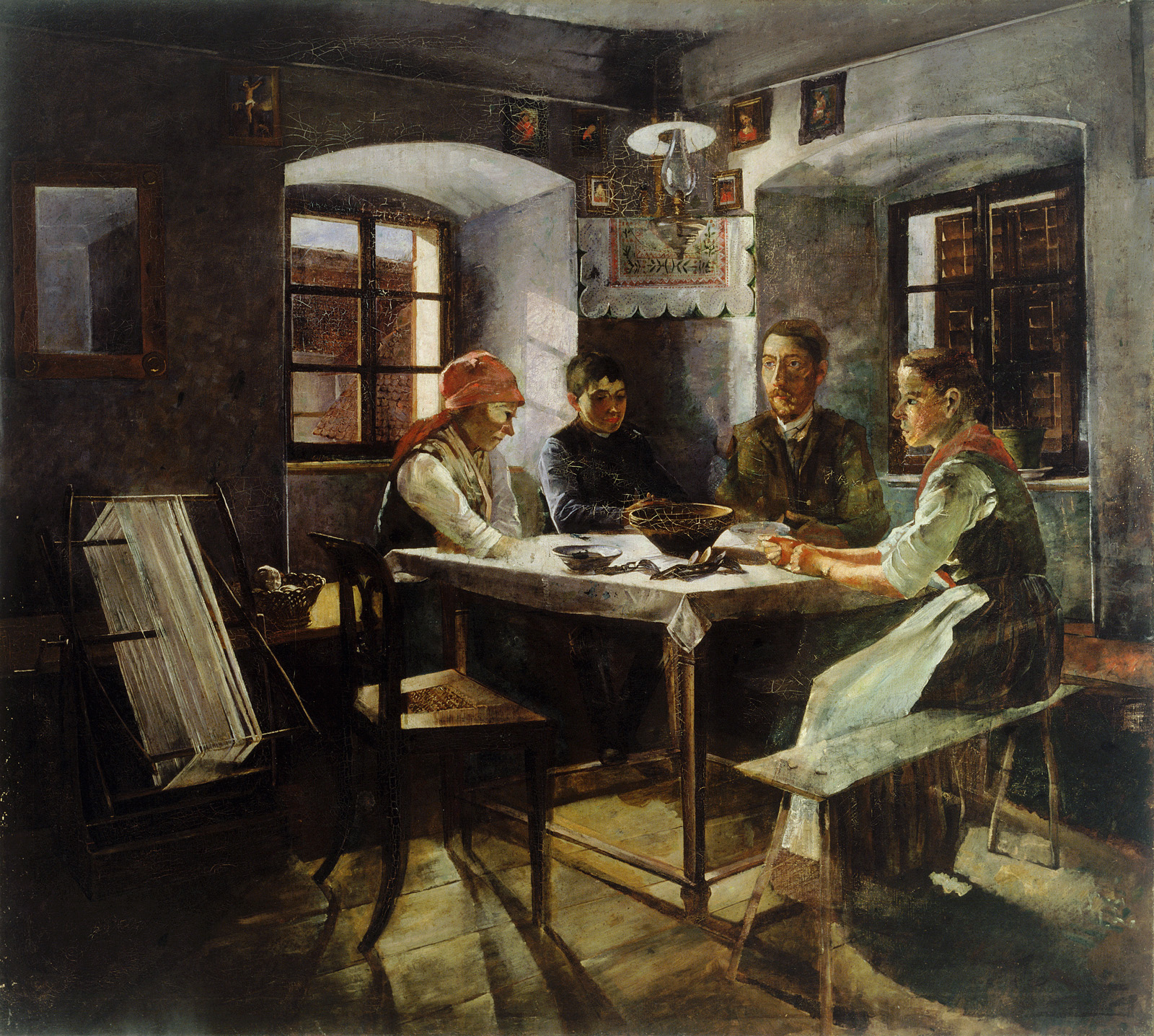
Jožef Petkovšek, À la maison (1889).
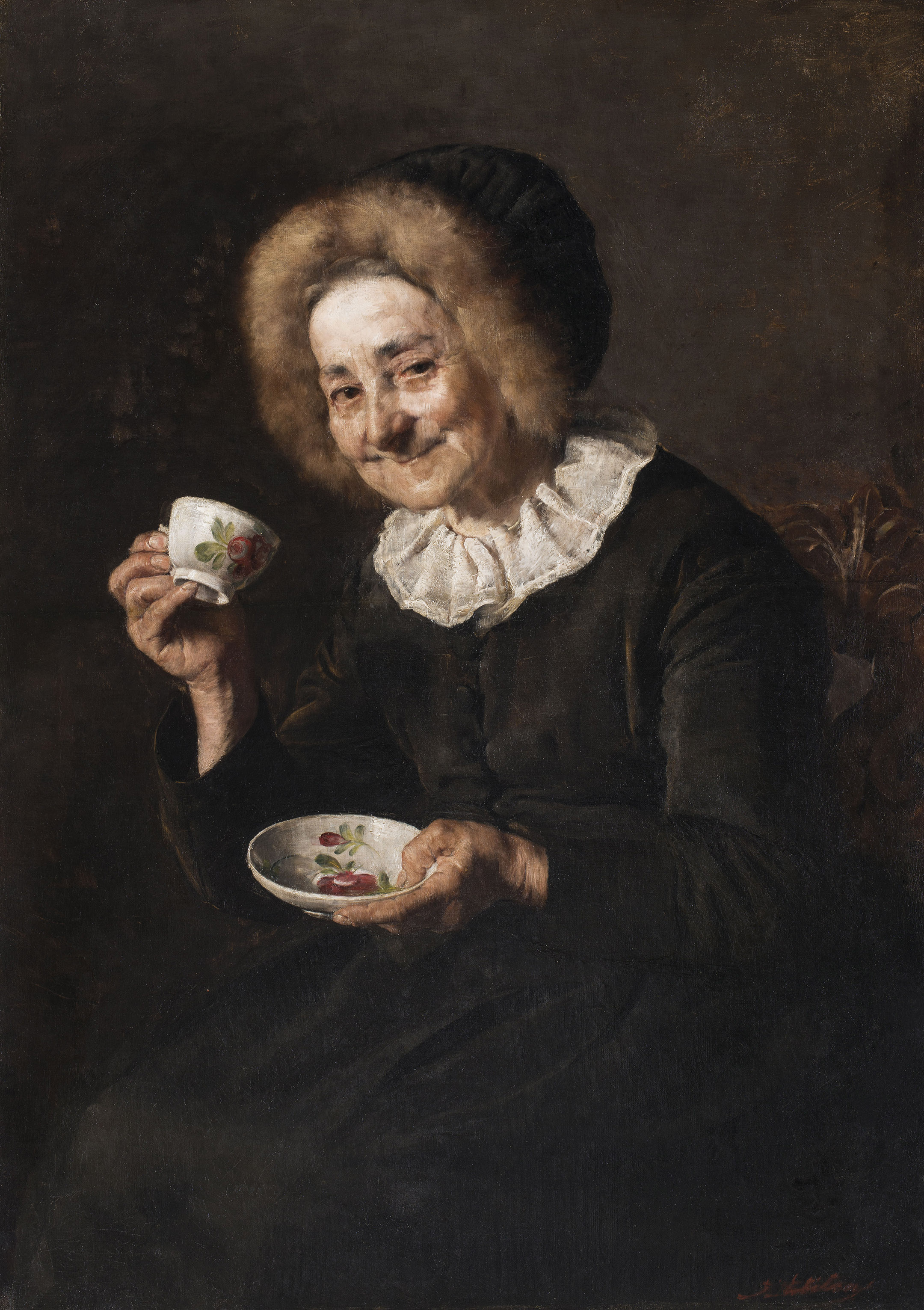
Ivana Kobilca, La Buveuse de café (1888).
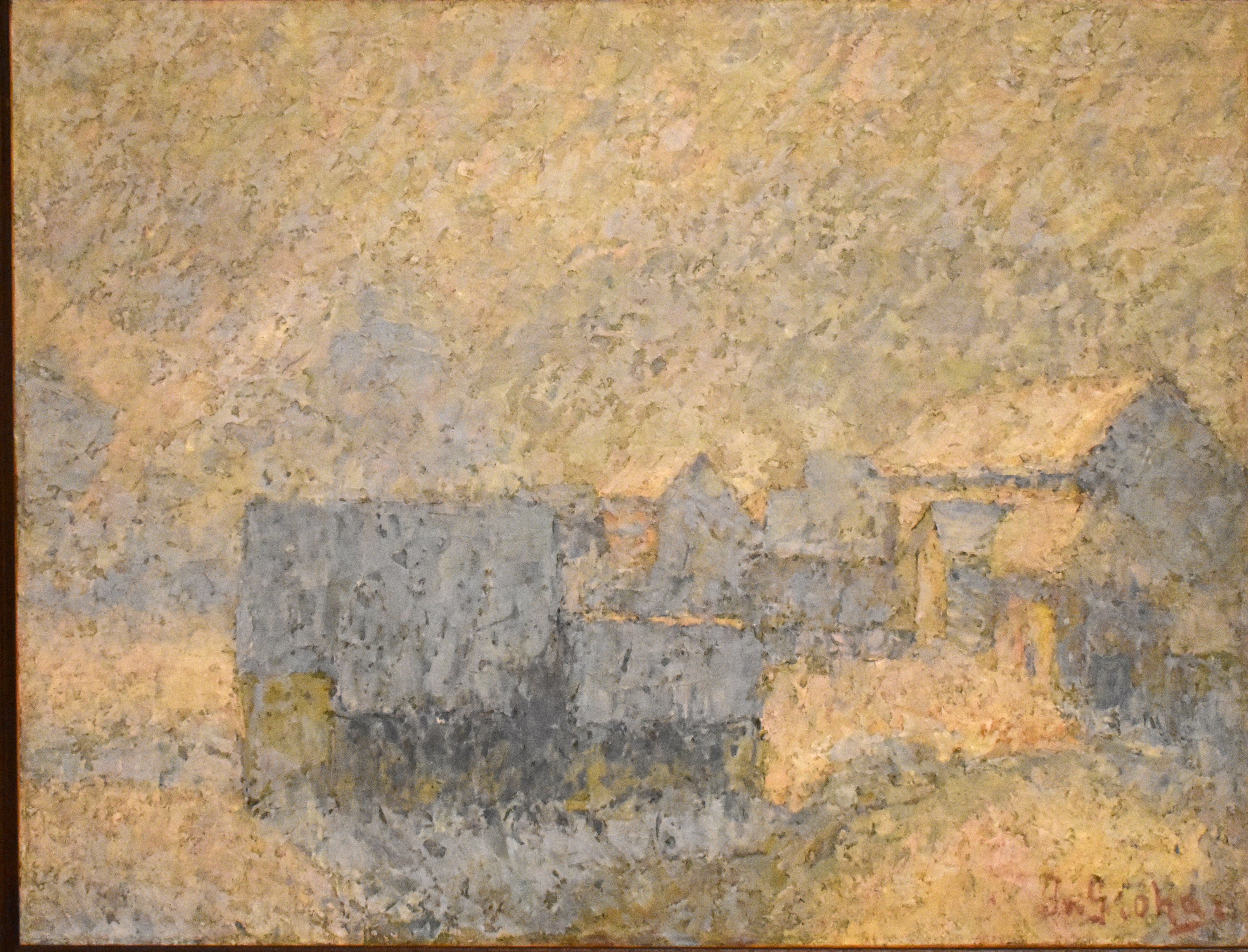
Ivan Grohar, Matin d'hiver (1905).
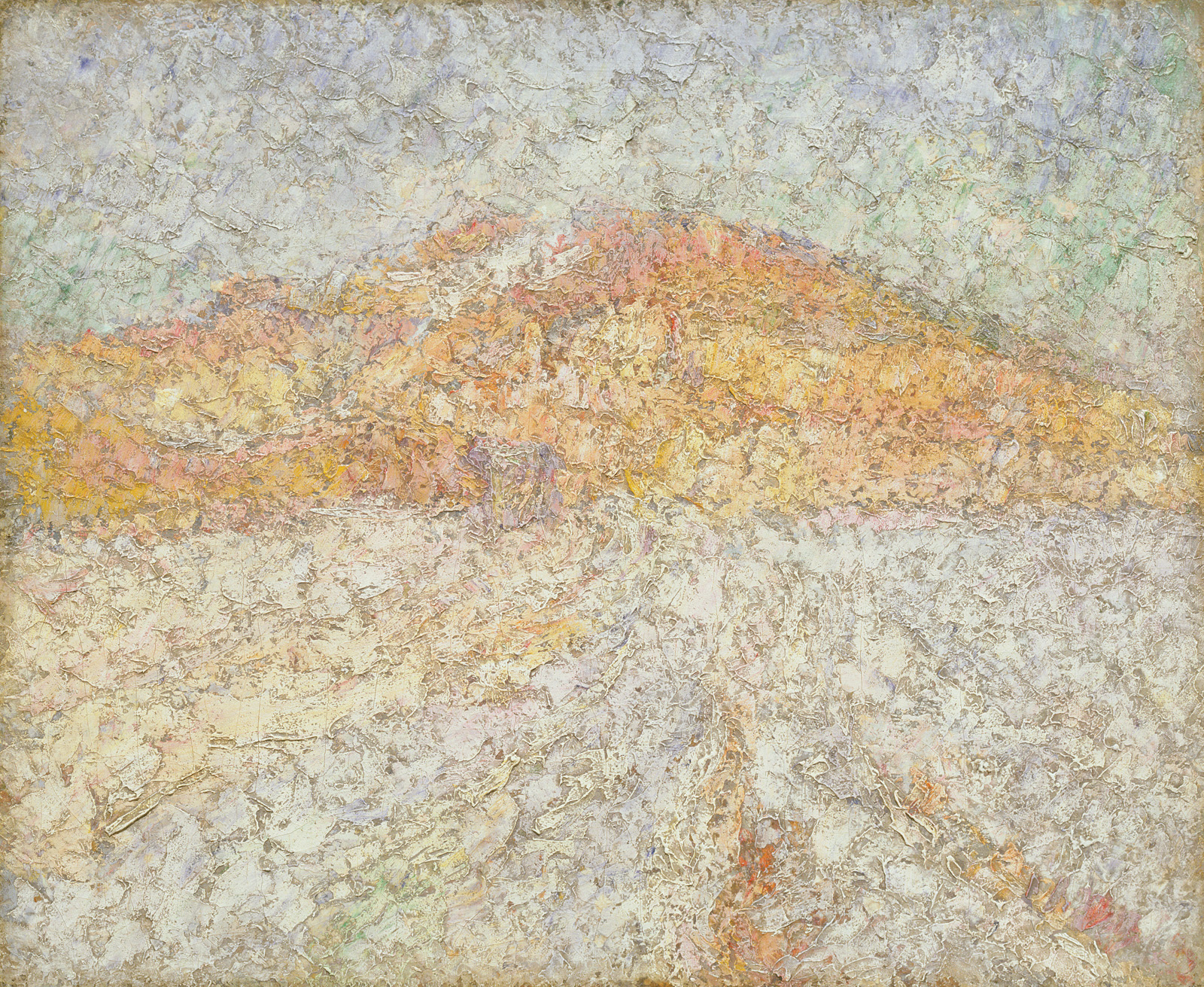
Rihard Jakopič, Kamnitnik sous la neige (1903).
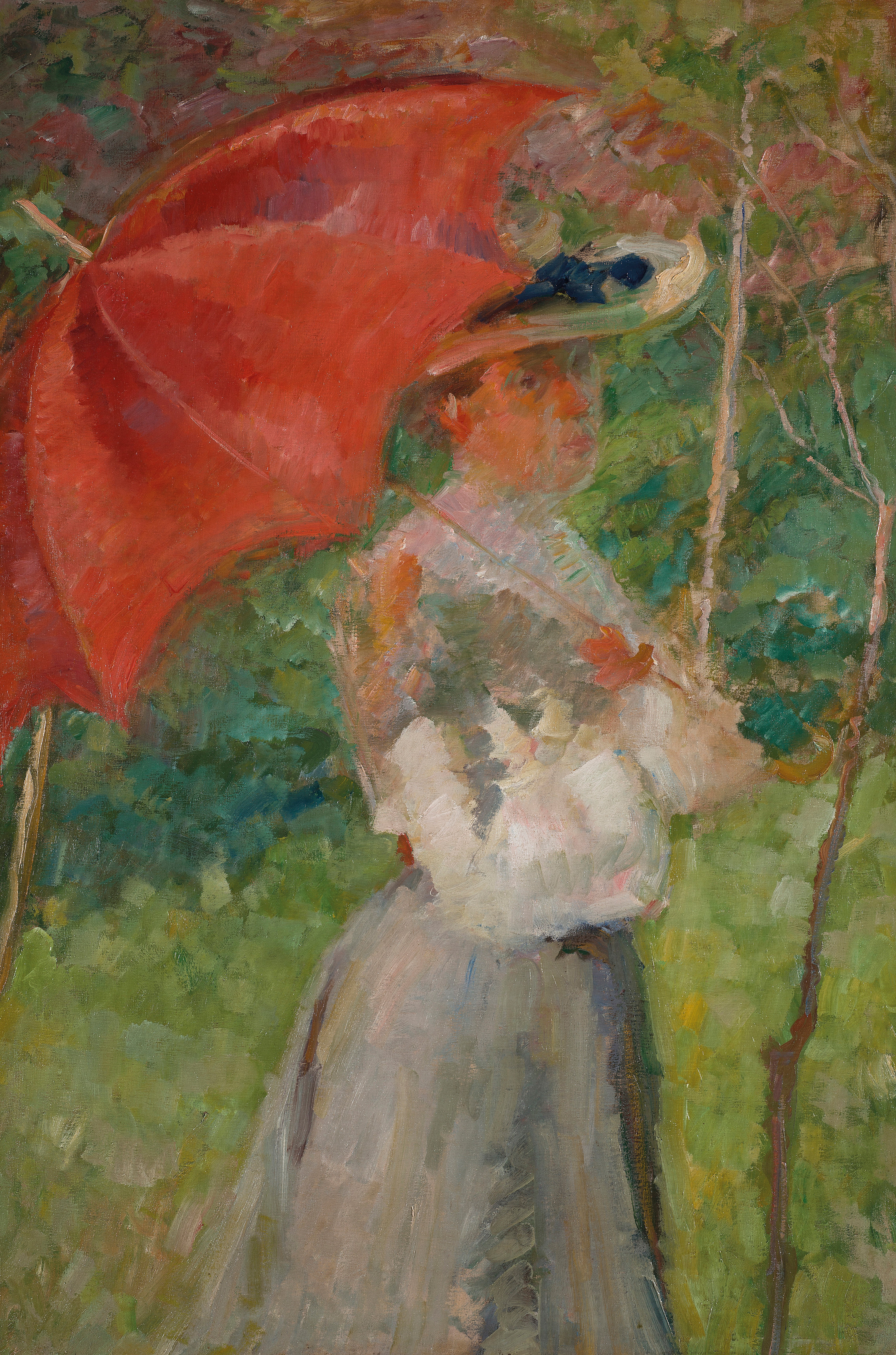
Matej Sternen, Le Parasol rouge (1904).
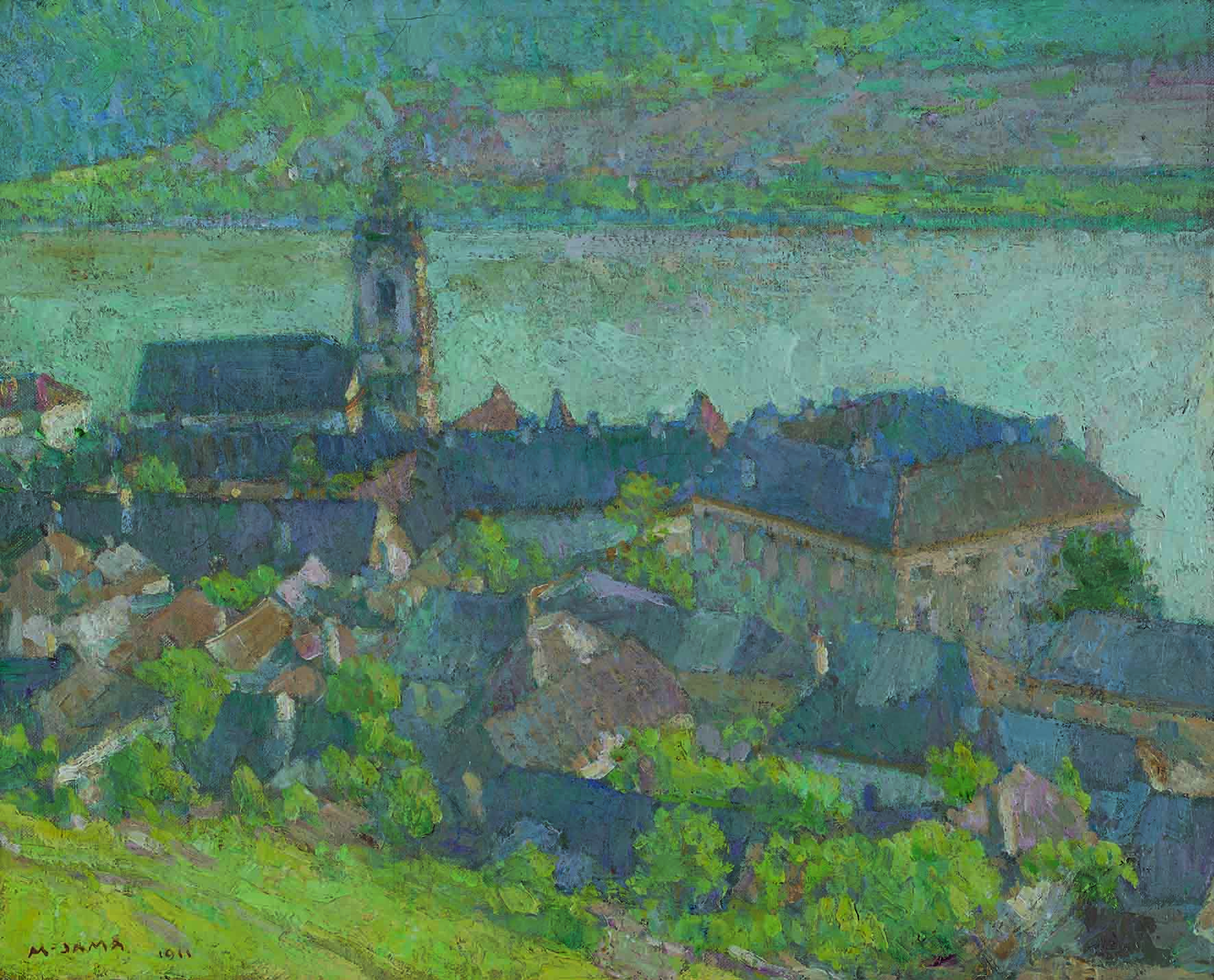
Matija Jama, Dürnstein I (1911).
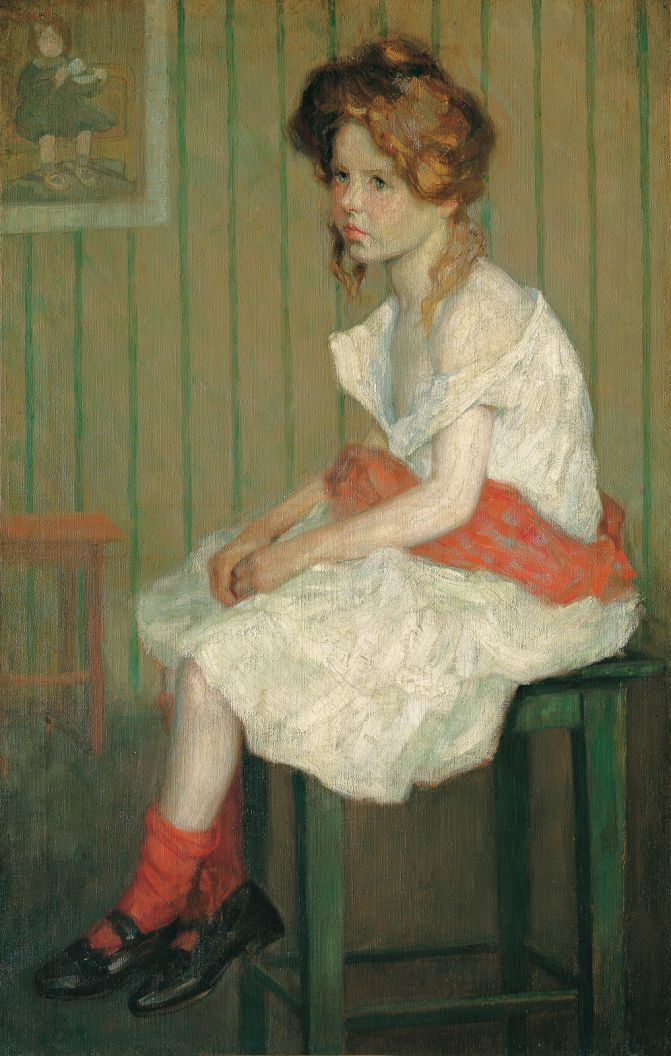
Henrika Šantel, Jeune fille rousse (1912)

### Sculpture
La sculpture moderne est représentée par des artistes comme Alojz Gangl (de) (1859-1935), l'auteur de la statue de Janez Vajkard Valvasor devant le Musée national de Slovénie, Alojzij Repič (sl) (1866-1941), Ivan Zajec (sl) (1869-1952), le sculpteur du monument à France Prešeren sur la place Prešeren, Franc Berneker (en) (1874-1932), Svitoslav Peruzzi (1881-1936) et Ivan Napotnik (sl) (1888-1960).

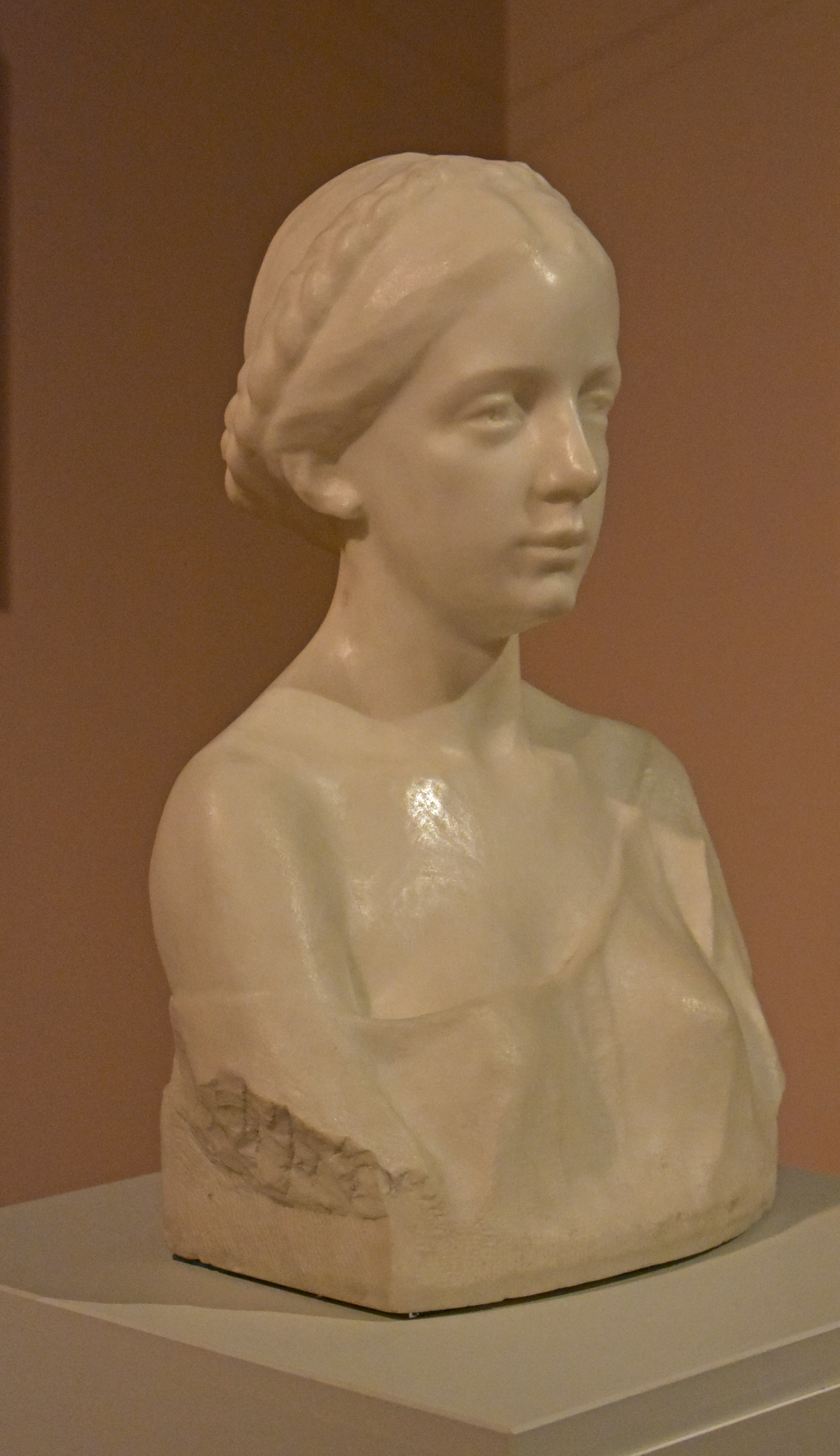
Franc Berneker, Buste de jeune fille, marbre, 1910.
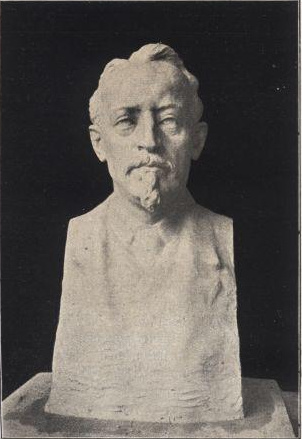
Svitoslav Peruzzi, Buste de Fran Levstik, vers 1905.